# Andrea Barlesi

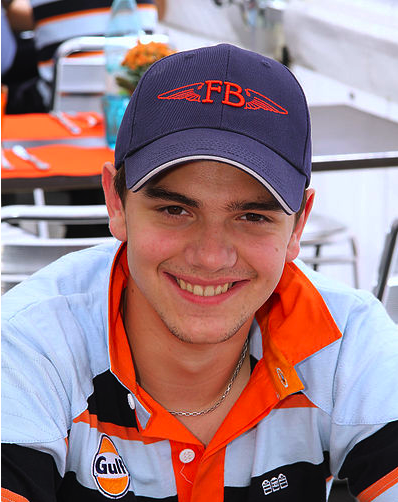
Andrea Barlesi (2011)

Andrea Guillaume Clement Barlesi (* 15. Juni 1991 in Paris) ist ein ehemaliger italienisch-belgischer Autorennfahrer. Er startete 2012 in der Tourenwagen-Weltmeisterschaft (WTCC).

## Karriere im Motorsport
Barlesi begann seine Motorsportkarriere 2005 im Kartsport, in dem er bis 2008 aktiv war. 2009 wechselte er in den Tourenwagensport und nahm an französischen Renault Clio Cup teil. 2010 wechselte Barlesi in den Langstreckensport und trat für DAMS in der FLM-Klasse der Le Mans Series an. Er gewann ein Rennen und wurde zusammen mit Gary Chalandon Gesamtsieger dieser Wertung. 2011 nahm er an fünf Rennen des Intercontinental Le Mans Cups teil. Er startete für OAK Racing in der LMP2-Klasse. Seine beste Platzierung war ein dritter Platz in der LMP2-Klasse. Darüber hinaus nahm er an einem Rennen der Blancpain Endurance Series teil.
2012 kehrte Barlesi in den Tourenwagensport zurück. Er erhielt bei SUNRED Engineering ein Cockpit in der Tourenwagen-Weltmeisterschaft (WTCC). Da nicht genügend aktuelle Motoren für den SEAT León vorhanden waren, startete er beim Saisonauftakt mit einem älteren SEAT-Dieselmotor. Zur zweiten Veranstaltung erhielt er den aktuelleren SUNRED-1.6T-Motor, der jedoch ursprünglich auch schon aussortiert worden war. Nach dem zweiten Rennwochenende ist ein 15. Platz sein bestes Resultat.
Die letzte aktive Saison von Barlesi war das Jahr 2014. Nach dem Ablauf der Saison bestritt er keine Rennen mehr.

## Nationalität
Barlesi besitzt sowohl die italienische als auch die belgische Staatsbürgerschaft. Im Motorsport tritt er mit belgischer Lizenz an.

## Statistik

### Karrierestationen
| - 2005–2008: Kartsport - 2009: Französischer Renault Clio Cup | - 2010: Le Mans Series, FLM (Meister) - 2011: ILMC, LMP2 | - 2011: Blancpain Endurance Series, GT3-Pro (Platz 32) - 2012: WTCC |

### Le-Mans-Ergebnisse
| Jahr | Team       | Fahrzeug     | Teamkollege       | Teamkollege      | Platzierung | Ausfallgrund |
| ---- | ---------- | ------------ | ----------------- | ---------------- | ----------- | ------------ |
| 2011 | OAK Racing | Pescarolo 01 | Frédéric Da Rocha | Patrice Lafargue | Rang 25     |              |

### Sebring-Ergebnisse
| Jahr | Team       | Fahrzeug     | Teamkollege       | Teamkollege      | Platzierung | Ausfallgrund |
| ---- | ---------- | ------------ | ----------------- | ---------------- | ----------- | ------------ |
| 2011 | OAK Racing | Pescarolo 01 | Frédéric Da Rocha | Patrice Lafargue | Rang 31     |              |